# Josef Fronk
Josef Fronk (* 14. února 1953 Brno) je český akademický malíř.

## Studia
- Střední umělecko průmyslová škola v Brně
- Akademie výtvarných umění v Praze

## Samostatné výstavy
- Praha - Londýn, Auto Hase, Praha, Květen 2005
- Praha, Parlament poslanecké sněmovny, Praha, Leden 2005
- Kresby, Divadlo Bolka Polívky, Brno, Únor 2004
- Bílé vertikály, centrála České spořitelny a.s., Praha, 2003
- Architektura města, The Waiting Rooms, Londýn 2003
- Bílé modlitby, Galerie Nová síň, Praha 2001
- Duchovní prostor, Rudice 2000
- Od jednoho k druhému, Milevsko 1999 (s L. Maškovou)

## Účast na společných projektech
- Klapky, doprovodný program Film Festival Zlín, 2005
- televizní Manéž Bolka Polívky, logotyp pořadu pro ČTv, 2004
- Setkání, Hodonín 1985 Křížová chodba, Brno 1984
- 20 mladých malířů, sochařů a architektů, Brno 1983
- Výraz a podoba, Brno 1982
- Brněnská malba, Brno 1981, 1986
- Posluchači AVU, Terezín 1974-1980